# Région de Bougouni
La région de Bougouni est  une circonscription administrative et une collectivité territoriale du Mali, résultant de la loi 2012-017 du 2 mars 2012 et de la loi 2023-006 du 13 mars 2023. Elle a pour chef-lieu, la ville de Bougouni.

## Géographie

### Situation
La région s'étend au sud-ouest du pays, elle est frontalière de la Guinée et de la Côte d'Ivoire.
|        | Koulikoro          | Dioïla  |
| Kankan | Région de Bougouni | Sikasso |
|        | Denguélé           |         |

### Hydrographie
La région est située dans le bassin versant du fleuve Niger.

## Histoire
La région est instaurée en 2012, le premier gouverneur est nommé le 27 juillet 2018, il prête serment le 20 septembre 2019, il a pour objectif de rendre la région opérationnelle.
En mars 2023, la Loi 2023-006 subdivise le pays en 19 régions et un district correspondant à la capitale du pays, les cercles de Bougouni (26 communes), Kolondiéba (12 communes) et Yanfolila (12 communes) sont soustraits de la région de Sikasso, ainsi que 7 communes de la région de Koulikoro (Séléfougou, Kourouba, Tiakadougou-Dialakoro, Niagadina, Ouélessébougou, Faraba, Sanankoro Djitoumou) pour former la nouvelle région de Bougouni.

## Administration
La région est composée de 10 cercles, divisés en 30 arrondissements et 57 communes. Le code à deux chiffres attribué à la région est le 11 (loi 2023-006) ou 15 (loi 2023-007), les cercles sont codifiés selon l'ordre chronologique par la loi 2023-002 du 13 mars 2023.
| Code | Cercle                   | Arrondissements | Communes |
| ---- | ------------------------ | --------------- | -------- |
| 1501 | Cercle de Bougouni       | 4               | 13       |
| 1502 | Cercle de Yanfolila      | 7               | 9        |
| 1503 | Cercle de Kolondiéba     | 3               | 6        |
| 1504 | Cercle de Garalo         | 2               | 6        |
| 1505 | Cercle de Koumantou      | 2               | 5        |
| 1506 | Cercle de Sélingué       | 2               | 7        |
| 1507 | Cercle de Ouélessébougou | 3               | 3        |
| 1508 | Cercle de Kadiala        | 3               | 3        |
| 1509 | Cercle de Fakola         | 2               | 3        |
| 1510 | Cercle de Dogo           | 2               | 2        |

## Population
Lors du recensement général de la population réalisé en 2022, la population régionale est relevée à 1 570 979 habitants, dont 113 088 habitants pour la population urbaine.

## Gouverneurs
- 2019-2020 : Bagna Mahamoudou Djiteye
- 2020-2023 : Kéba Sangaré, général de brigade[9]
- depuis fin 2023 : Ousmane Welé[10].

## Économie
La mine de lithium de Goulamina (Galamina) à l'ouest de Bougouni, inaugurée officiellement le 15 décembre 2024, s'étend sur 1 750 ha , elle est exploitée par l'entrepise Lithium du Mali, filiale de la société chinoise Ganfeng Lithium.